# شونغاو
شونغاو بايرن (بالألمانية: Schongau, Bavaria) هي بلدة ألمانية تقع في ألمانيا في منطقة فايلهايم شونجاو. يقدر عدد سكانها بـ 11,719 نسمة .

## المدن التوأمة
مدن كولمار، لوكا، سينت نيكلاس، Abingdon و Gogolin هي مدن توأمة لـشونغاو بايرن.

## معرض الصور

شونغاو - Schongau
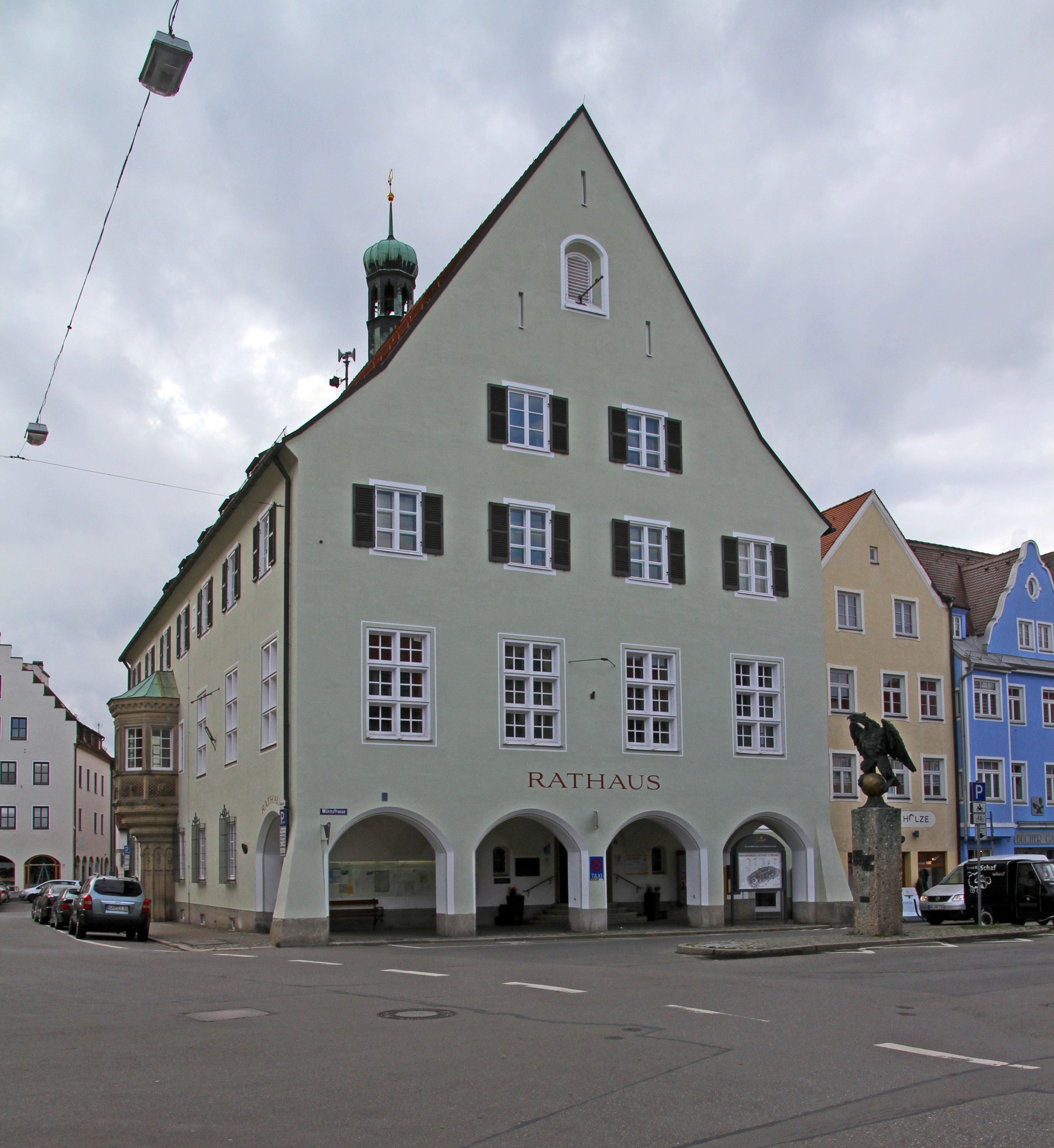
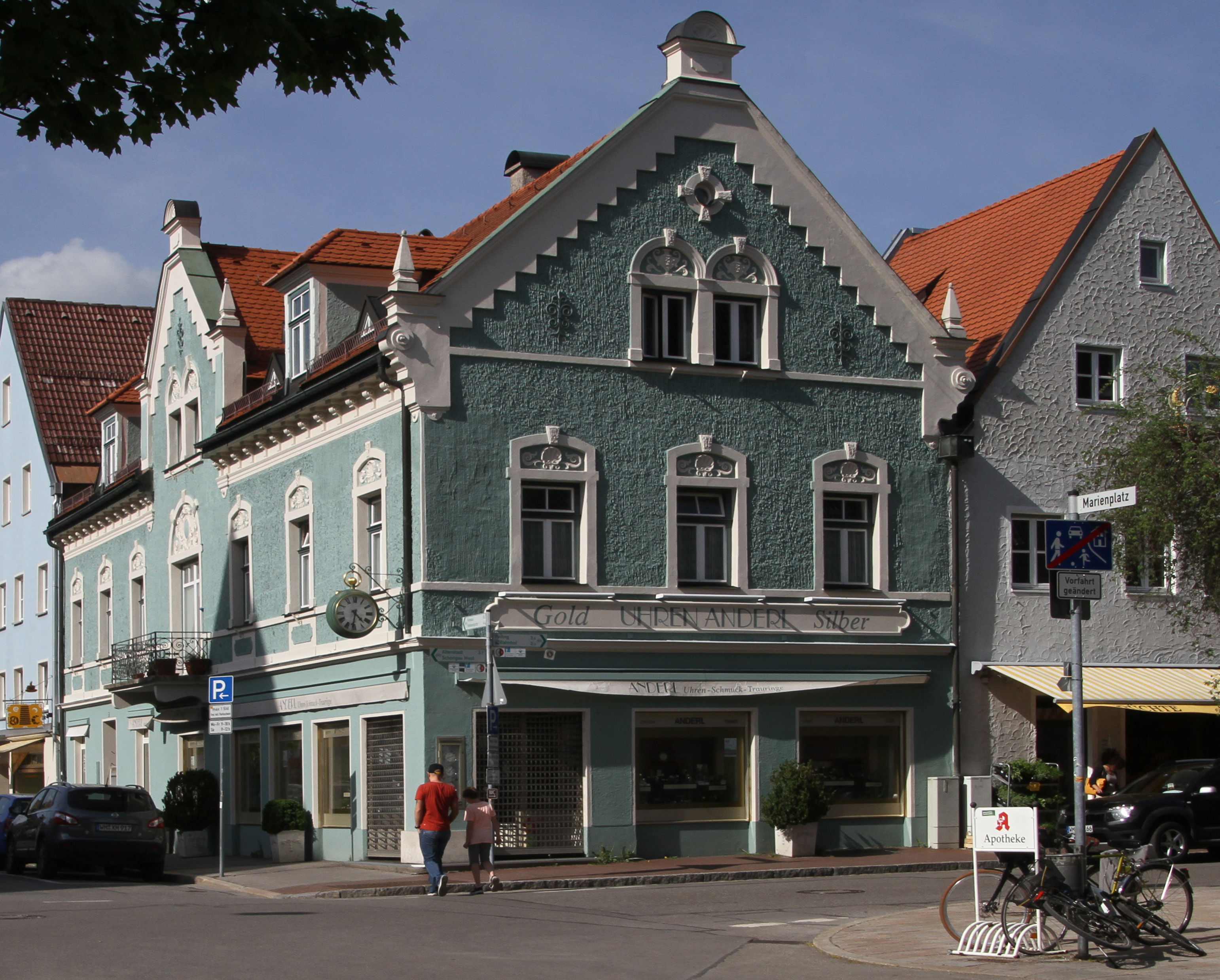
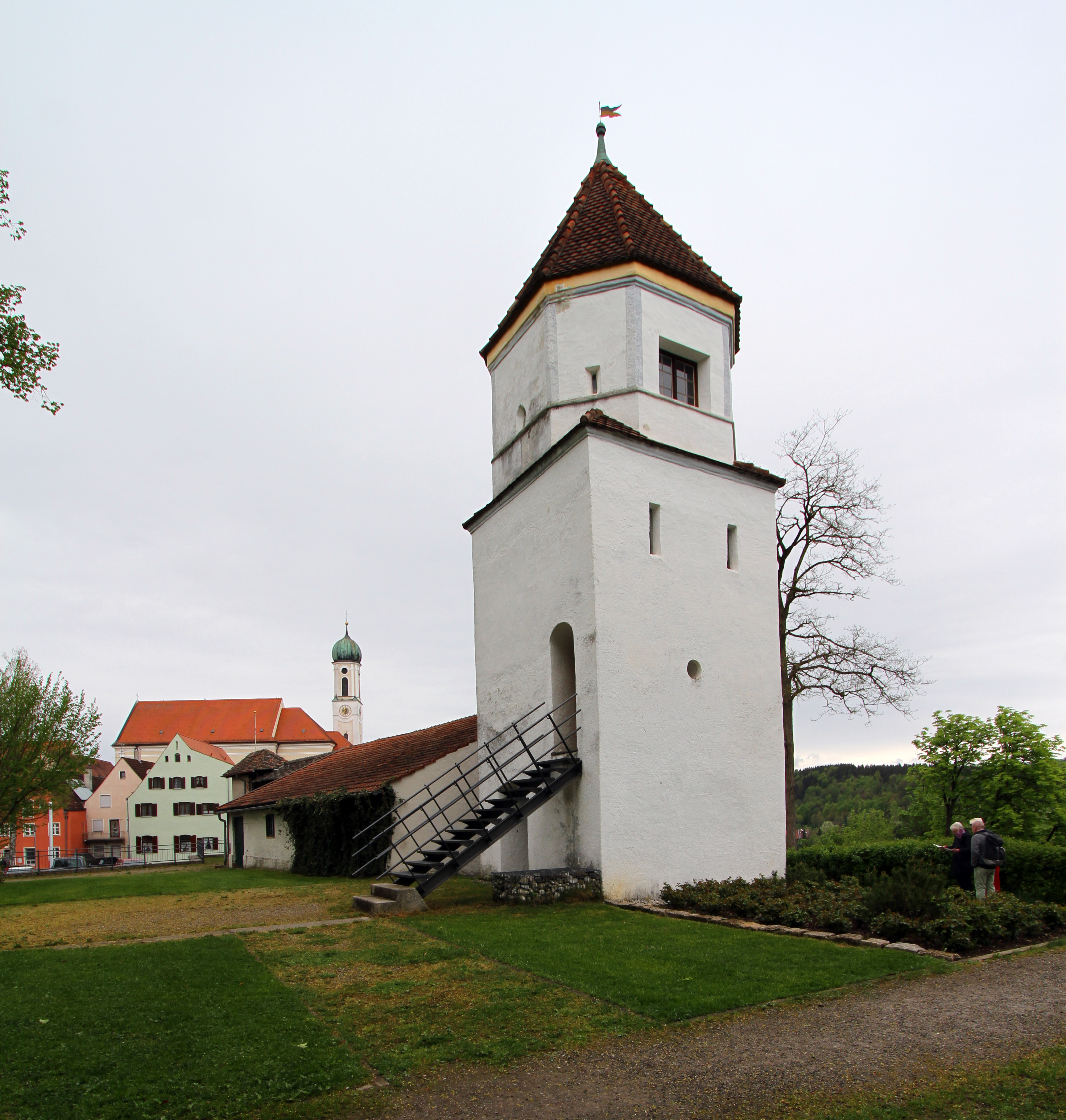
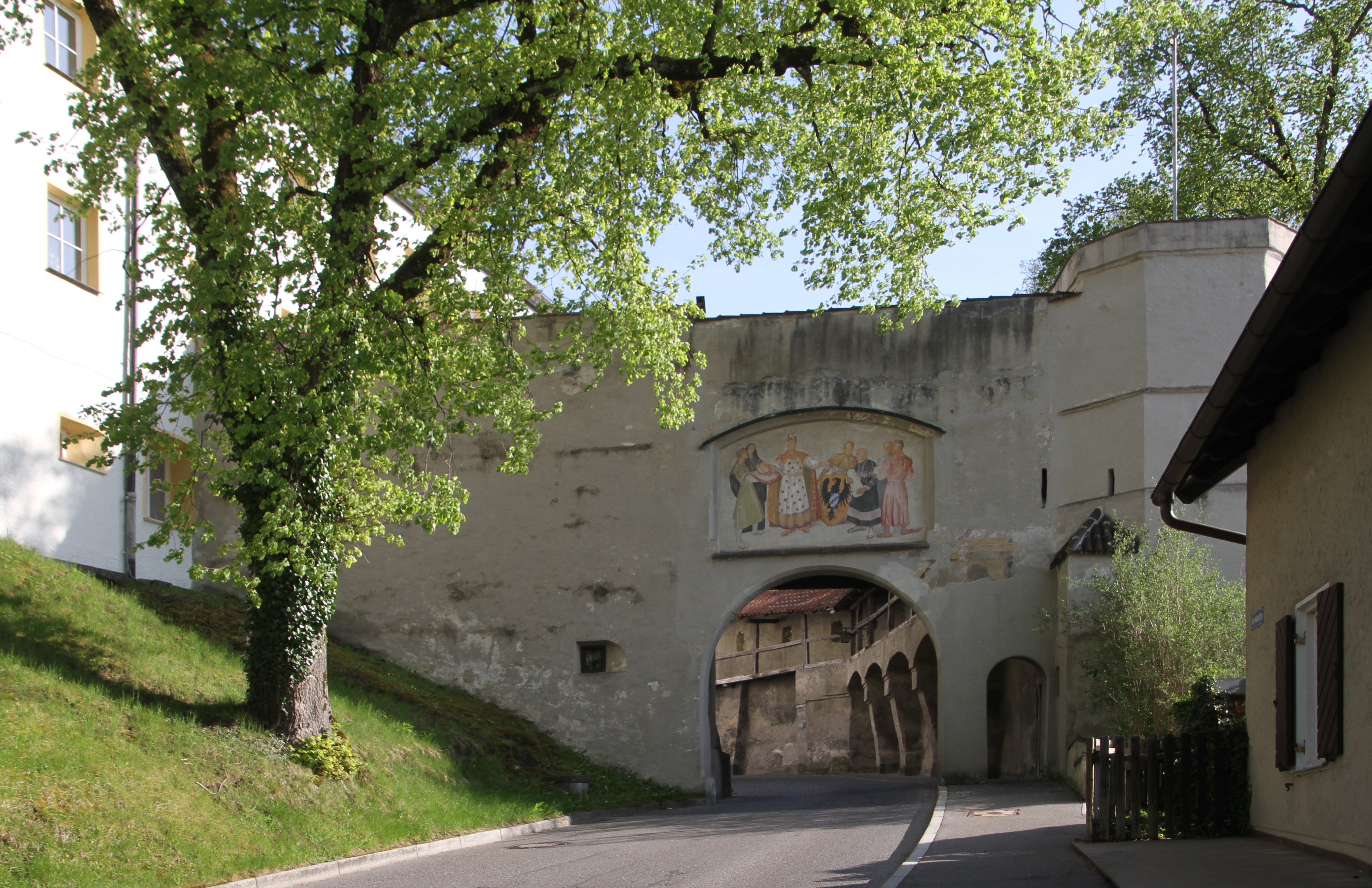
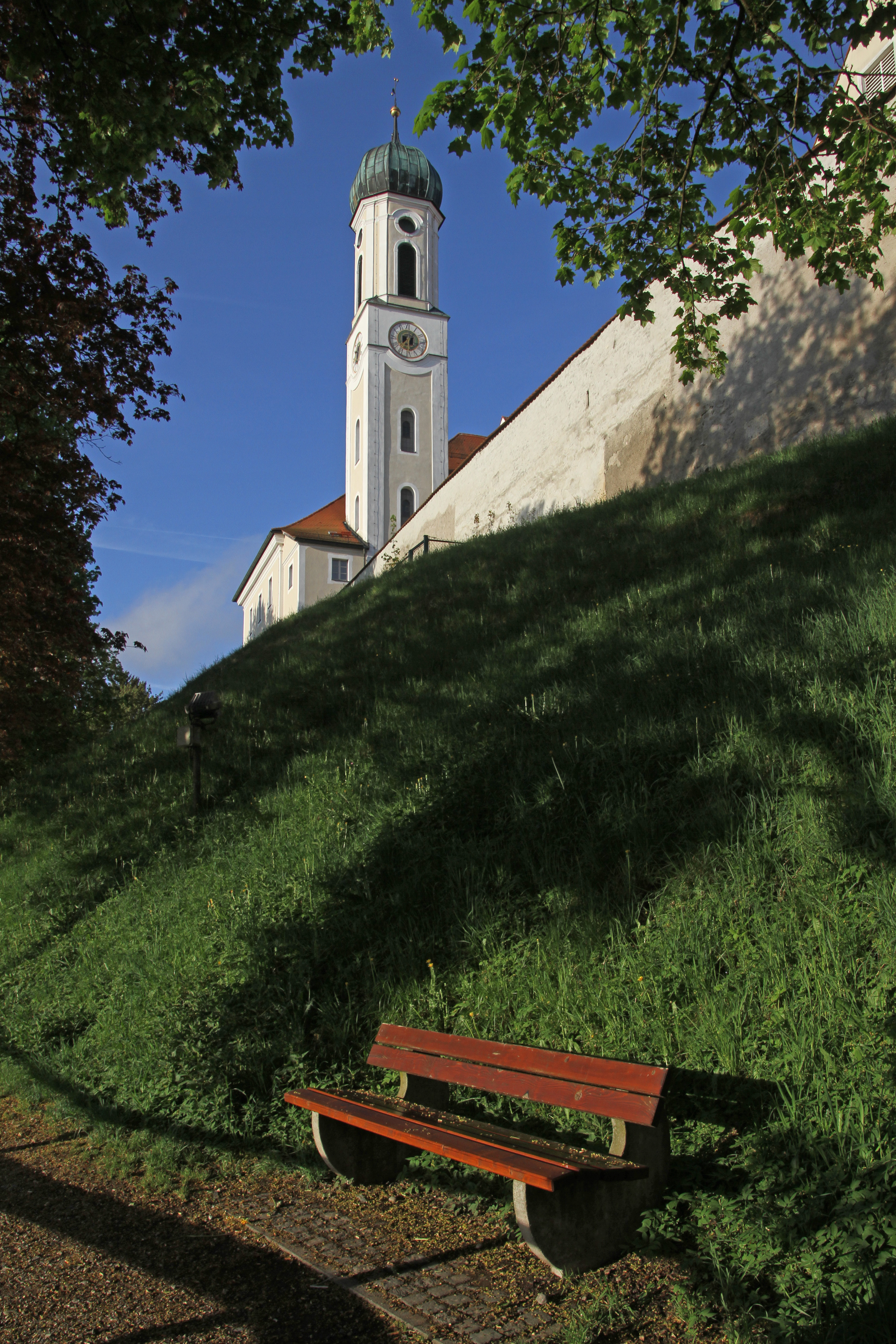
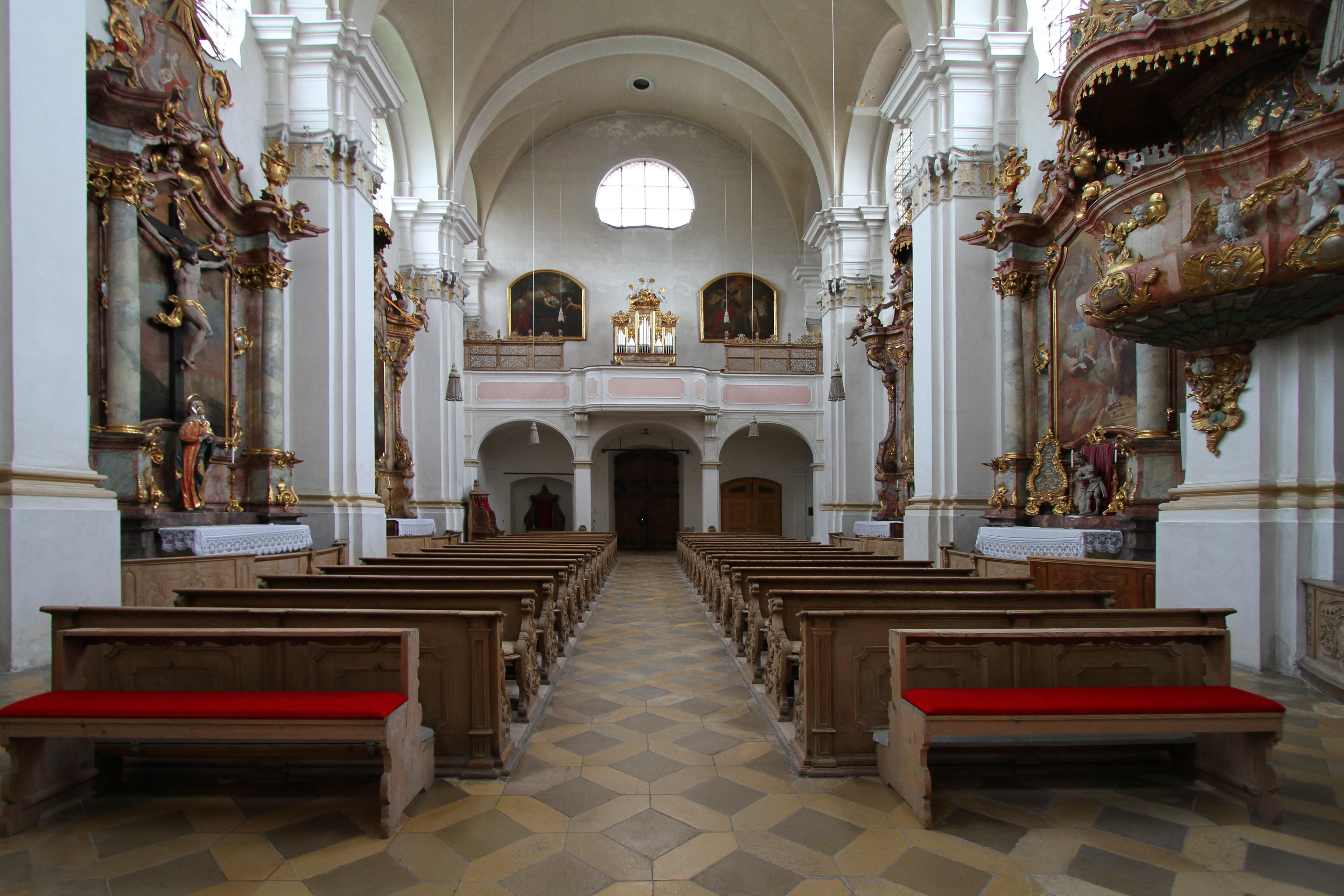
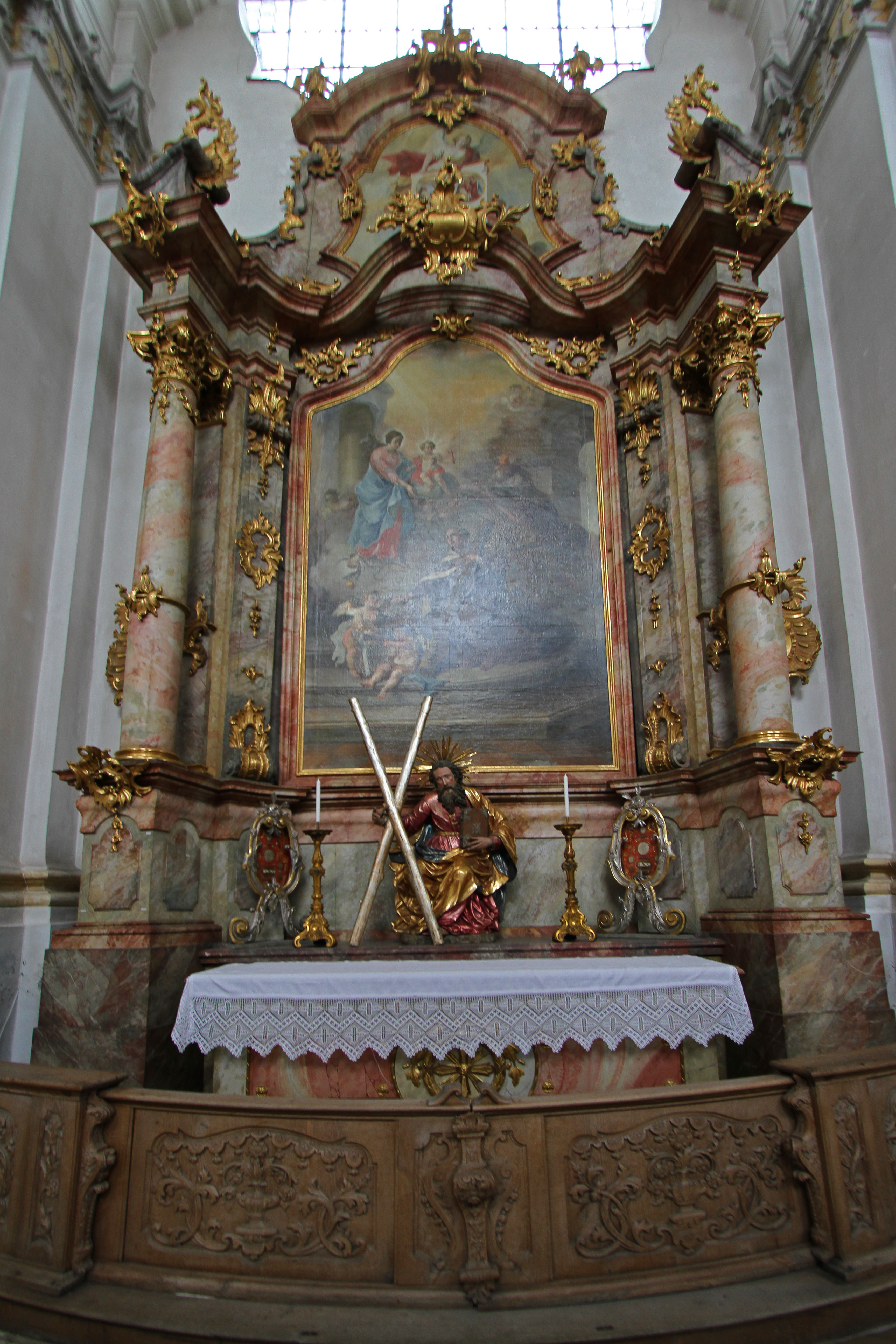
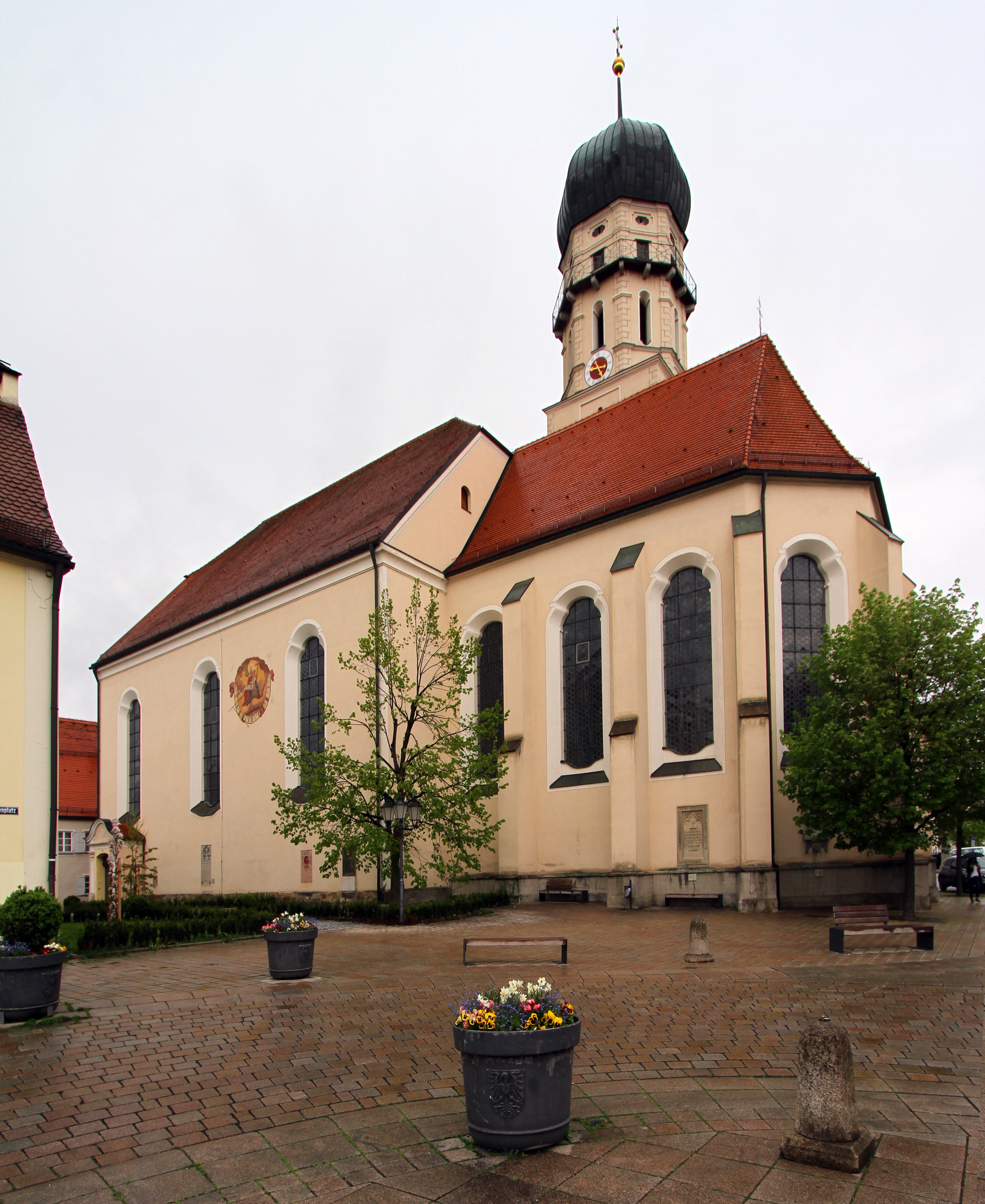
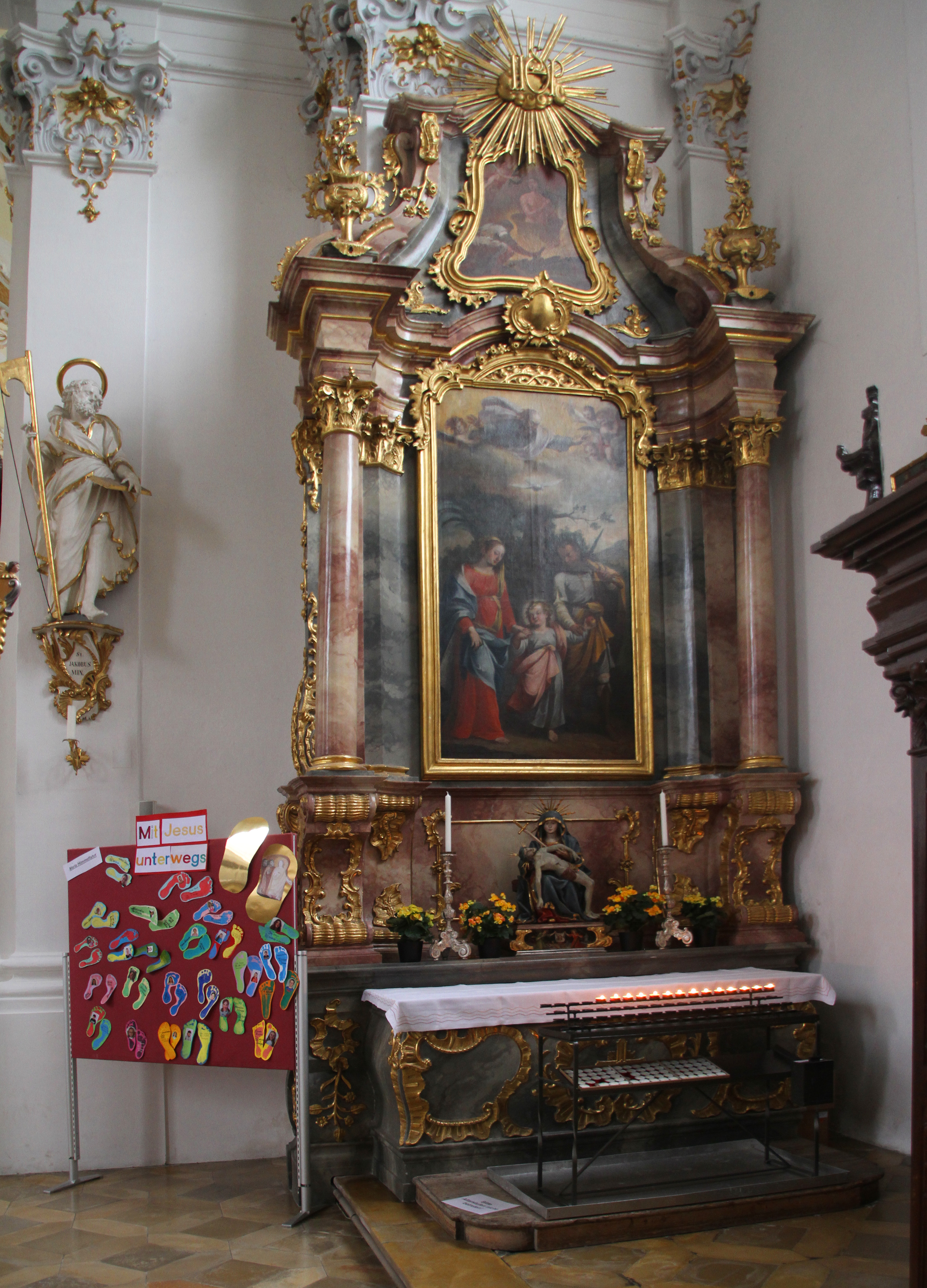
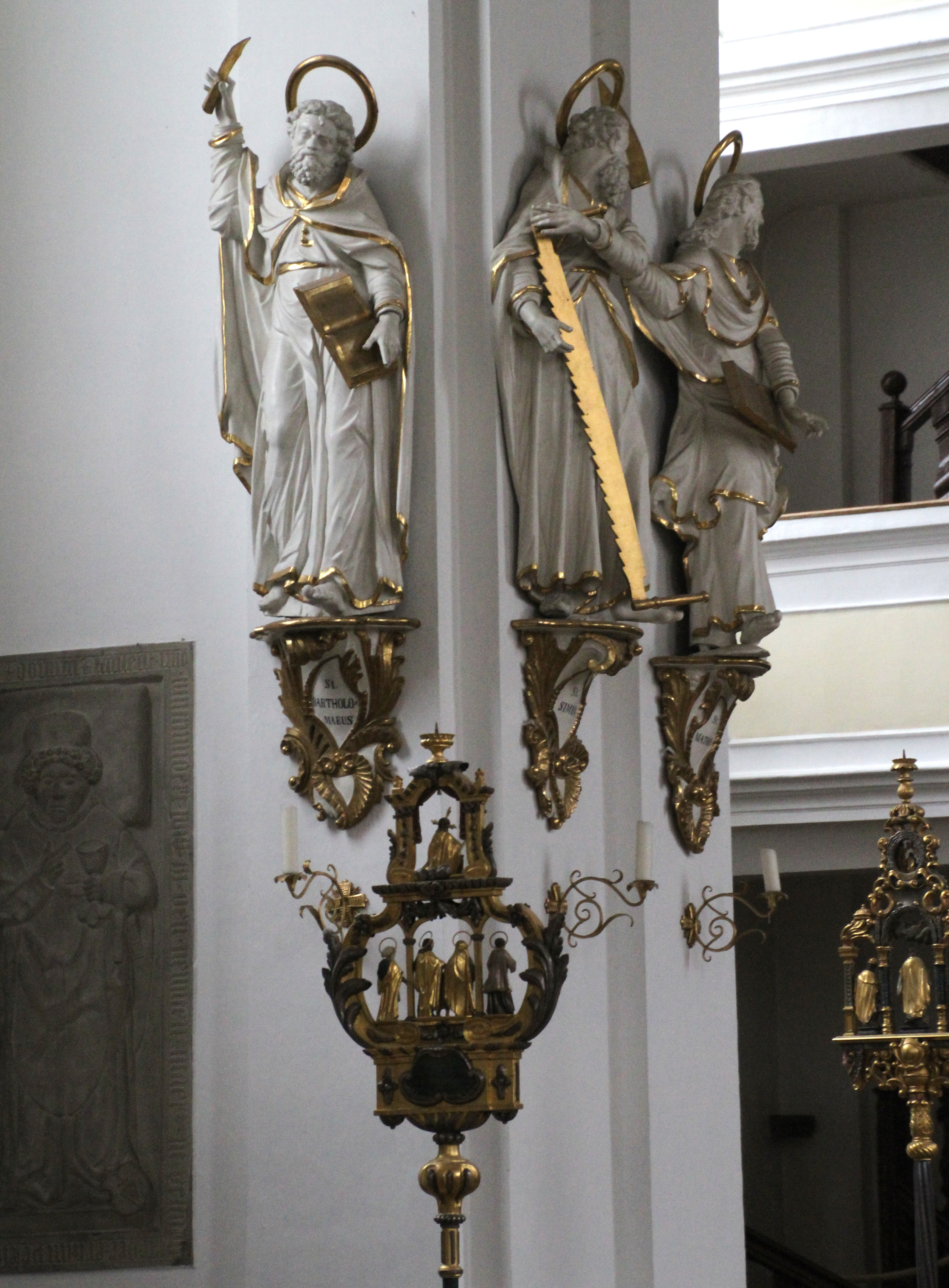